# Ḩanz̧aleh
Ḩanz̧aleh (persiska: حنظله) är en ort i Iran.   Den ligger i provinsen Khuzestan, i den västra delen av landet, 600 km sydväst om huvudstaden Teheran. Ḩanz̧aleh ligger 9 meter över havet och antalet invånare är 118.
Terrängen runt Ḩanz̧aleh är mycket platt. Runt Ḩanz̧aleh är det ganska glesbefolkat, med 38 invånare per kvadratkilometer. Närmaste större samhälle är Sūsangerd, 16,4 km öster om Ḩanz̧aleh. Trakten runt Ḩanz̧aleh består till största delen av jordbruksmark.